# 1675
Il 1675 (MDCLXXV in numeri romani) è un anno  del XVII secolo.

## Eventi
- Tito Livio Burattini fa un primo tentativo di definire il metro.
- Isaac Newton esegue i primi esperimenti sull'elettricità statica.
- Invenzione dell'orologio da tasca.
- L'astronomo danese Olaus Rømer effettua la prima misura della velocità della luce, basandosi sulla misura accurata dei ritardi delle eclissi del satellite di Giove, Io.
- L'astronomo Giovanni Cassini scopre che l'anello di Saturno è diviso in due parti: un cerchio esterno e uno interno.
- Inizio della Guerra di Scania.
- 6 febbraio – Nicolò Sagredo viene eletto 105º doge della Repubblica di Venezia.
- 11 febbraio – Battaglia di Stromboli: Nell'ambito della Guerra d'Olanda, l'ammiraglio francese Louis Victor de Rochechouart de Mortemart sconfigge la flotta spagnola ed entra con tutti gli onori nel porto di Messina che si era ribellata agli spagnoli l'anno prima. Anche per questo, Luigi XIV lo nomina nello stesso anno Maresciallo di Francia.
- Giugno – Viene inaugurato l'Osservatorio di Greenwich.
- 11 agosto – Battaglia di Konzer Brüke: Nell'ambito della guerra d'Olanda l'esercito del Sacro Romano Impero guidato da Ottone Enrico del Carretto sconfigge quello francese del Maresciallo François de Créquy (che viene fatto prigioniero), e conquista Treviri.

## Nati

### Gennaio
- 4 gennaio - Liberato Weiss, presbitero tedesco († 1716)
- 15 gennaio - Nicolas Prosper Bauyn d'Angervilliers, politico e nobile francese († 1740)
- 16 gennaio - Martin Naboth, anatomista tedesco († 1721)
- 16 gennaio - Louis de Rouvroy de Saint-Simon, scrittore francese († 1755)
- 21 gennaio - Sibilla di Sassonia-Lauenburg, principessa sassone († 1733)
- 27 gennaio - Erik Benzelius il Giovane, religioso, teologo e bibliotecario svedese († 1743)

### Febbraio
- 8 febbraio - Magdalena Sibylla von Neitschütz, nobildonna tedesca († 1694)
- 11 febbraio - Johann Alexander Döderlein, archeologo, meteorologo e numismatico tedesco († 1745)
- 11 febbraio - Giuseppe Groppelli, scultore italiano († 1735)
- 18 febbraio - Ferdinando Sanfelice, architetto, pittore e nobile italiano († 1748)
- 25 febbraio - Maria Eleonora d'Assia-Rotenburg, principessa tedesca († 1720)
- 28 febbraio - Guillaume Delisle, cartografo e geografo francese († 1726)

### Marzo
- 7 marzo - Jean-Pierre de Caussade, gesuita francese († 1751)
- 21 marzo - Matteo Sacchetti, I marchese di Castelromano, nobile e diplomatico italiano († 1744)
- 23 marzo - Filippo Maria de Monti, cardinale italiano († 1754)
- 24 marzo - Federica di Sassonia-Gotha-Altenburg, principessa († 1709)
- 28 marzo - Federico Guglielmo di Meclemburgo-Schwerin, duca tedesco († 1713)
- 28 marzo - Giovanni Guglielmo di Sassonia-Jena, duca tedesco († 1690)
- 31 marzo - Papa Benedetto XIV, papa, arcivescovo cattolico e cardinale italiano († 1758)

### Aprile
- 1º aprile - George Shelvocke, corsaro inglese († 1742)
- 5 aprile - Claudia De Angelis, religiosa italiana († 1715)
- 10 aprile - Sophia von Kielmansegg, contessa di Darlington, nobildonna tedesca († 1725)
- 18 aprile - Giulio Sacchi, vescovo cattolico italiano († 1738)
- 20 aprile - Al-Husayn I ibn Ali al-Turki, sovrano tunisino († 1740)
- 23 aprile - Charles Spencer, III conte di Sunderland, politico britannico († 1722)
- 29 aprile - Giovanni Antonio Pellegrini, pittore italiano († 1741)

### Maggio
- 4 maggio - Robert FitzGerald, XIX conte di Kildare, nobile irlandese († 1743)
- 10 maggio - Raulo Costanzo Falletti, arcivescovo cattolico italiano († 1748)
- 10 maggio - Niccola Maria Salerno, poeta e romanziere italiano († 1762)
- 22 maggio - Yves-Marie André, filosofo francese († 1764)

### Giugno
- 1º giugno - Scipione Maffei, storico, drammaturgo e diplomatista italiano († 1755)
- 12 giugno - Frans van Stampart, pittore, incisore e editore fiammingo († 1750)
- 13 giugno - Camillo Filippo Pamphili, III principe di San Martino al Cimino e Valmontone, principe italiano († 1747)
- 18 giugno - Fulgenzio Bellelli, religioso italiano († 1742)
- 23 giugno - Louis Silvestre II, pittore francese († 1760)
- 24 giugno - Biagio Puccini, pittore e incisore italiano († 1721)
- 28 giugno - Pierre Lemonnier, matematico e filosofo francese († 1757)

### Luglio
- 5 luglio - Mary Walcott, statunitense
- 6 luglio - Giovanni Camillo Ciabilli, pittore e poeta italiano († 1746)
- 12 luglio - Evaristo Felice Dall'Abaco, compositore e violoncellista italiano († 1742)
- 14 luglio - Claude Alexandre de Bonneval, militare francese († 1747)
- 14 luglio - Juan Rodríguez Juárez, pittore messicano († 1728)
- 17 luglio - Girolamo Baruffaldi, presbitero, poeta e letterato italiano
- 19 luglio - Giommaria Mameli, politico italiano († 1751)
- 23 luglio - Giovanni Minotto Ottoboni, arcivescovo cattolico italiano († 1742)

### Agosto
- 2 agosto - Giulio Cesare Compagnoni, vescovo cattolico italiano († 1732)
- 6 agosto - Louis Sauveur Villeneuve, ambasciatore francese († 1745)
- 11 agosto - Anna Maria Vittoria di Borbone-Condé, principessa francese († 1700)
- 12 agosto - Guglielmo Borremans, pittore fiammingo († 1744)
- 26 agosto - Pietro Paolo Laurenti, compositore e cantante italiano († 1719)

### Settembre
- 6 settembre - Giacomo Caracciolo, arcivescovo cattolico, diplomatico e funzionario italiano († 1718)
- 11 settembre - Agostino Pantò, teologo, oratore e giurista italiano († 1735)
- 15 settembre - Vakhtang VI di Cartalia, re, scrittore e poeta († 1737)
- 18 settembre - Cristiano Alberto di Brandeburgo-Ansbach, nobile tedesco († 1692)

### Ottobre
- 6 ottobre - Diamante Maria Scarabelli, soprano italiano († 1754)
- 7 ottobre - Orazio Borgondio, gesuita e matematico italiano († 1741)
- 11 ottobre - Samuel Clarke, filosofo inglese († 1729)
- 14 ottobre - William Legge, I conte di Dartmouth, nobile inglese († 1750)
- 20 ottobre - Giacomo Strobl junior, intagliatore italiano († 1749)
- 21 ottobre - Higashiyama, imperatore giapponese († 1710)
- 24 ottobre - Richard Temple, I visconte Cobham, militare e politico britannico († 1749)
- 27 ottobre - Domenico Rosso, arcivescovo cattolico italiano († 1747)

### Novembre
- 9 novembre - Niccolò Maria Lercari, cardinale e arcivescovo cattolico italiano († 1757)
- 11 novembre - Anna Augusta di Hohenlohe-Waldenburg-Schillingsfürst, principessa tedesca († 1711)
- 12 novembre - Michail Michajlovič Golicyn, ufficiale russo († 1730)

### Dicembre
- 1º dicembre - Giovanni Soffietti, vescovo cattolico italiano († 1747)
- 11 dicembre - Raniero Felice Simonetti, cardinale e arcivescovo cattolico italiano († 1749)
- 12 dicembre - Benjamin Hederich, latinista, grecista e lessicografo tedesco († 1748)
- 22 dicembre - Sebastiano Galeotti, pittore italiano († 1741)

### Senza giorno specificato
- Pietro Alborghetti, attore teatrale e attore teatrale italiano († 1731)
- Antonio Beduzzi, architetto e pittore italiano († 1735)
- Tarabai Bhosale, sovrana indiana († 1761)
- Michel Blondy, ballerino e coreografo francese († 1739)
- William Cadogan, I conte Cadogan, nobile e ufficiale inglese († 1726)
- Giuseppe Maria Caranza, diplomatico italiano († 1731)
- David Carnegie, IV conte di Northesk, nobile scozzese († 1729)
- Jean-Sylvain Cartaud, architetto francese († 1758)
- Lorenzo Comendich, pittore italiano († 1720)
- Jemima Crew, nobildonna inglese († 1728)
- John Erskine, XXIII conte di Mar, politico britannico († 1732)
- Ignazio Giorgi, scrittore, poeta e traduttore dalmata († 1737)
- Giovanni Antonio Grecolini, pittore italiano († 1736)
- Luca Grimaldi, doge († 1750)
- Antonio Guidetti, architetto italiano († 1730)
- Hacı İvaz Mehmed Pascià, politico ottomano († 1743)
- Charles Howard, IX conte di Suffolk, nobile e politico inglese († 1733)
- William Jones, matematico gallese († 1749)
- Jean-François Melon, economista francese († 1738)
- Aureliano Milani, pittore, disegnatore e incisore italiano († 1749)
- Jean-Baptiste de Mirabaud, scrittore e traduttore francese († 1760)
- Dudleya North, orientalista e linguista inglese († 1712)
- Mahmud Shah II di Johor, sovrano malese († 1699)
- Giovanni Porta, compositore italiano († 1755)
- Henry Sacheverell, presbitero e politico inglese († 1724)
- Thomas Twining, imprenditore britannico († 1741)

## Morti

### Gennaio
- 1º gennaio - Giovambattista Falvo, vescovo cattolico italiano (n. 1612)
- 9 gennaio - Francesco Maria Brancaccio, cardinale e vescovo cattolico italiano (n. 1592)
- 12 gennaio - Marco Giuseppe Peranda, musicista e compositore italiano (n. 1626)
- 18 gennaio - George Cusack, pirata irlandese
- 19 gennaio - Agatino Paternò Castello, nobile e politico italiano (n. 1594)
- 23 gennaio - Giambattista Spada, cardinale e patriarca cattolico italiano (n. 1597)
- 26 gennaio - Domenico II Contarini, doge (n. 1585)
- 30 gennaio - Luigi Poderico, militare italiano

### Febbraio
- 9 febbraio - Ambrosius Brueghel, pittore fiammingo (n. 1617)
- 9 febbraio - Gerrit Dou, pittore olandese (n. 1613)
- 18 febbraio - Maria Eleonora di Brandeburgo, principessa tedesca (n. 1607)
- 23 febbraio - Gregorio Carafa, arcivescovo cattolico italiano (n. 1588)
- 26 febbraio - Emanuele Tesauro, drammaturgo, retore e storico italiano (n. 1592)

### Marzo
- 6 marzo - Giuseppe Battista, poeta italiano (n. 1610)
- 16 marzo - Francesco Giuseppe di Guisa, nobile francese (n. 1670)
- 26 marzo - Ernesto I di Sassonia-Gotha-Altenburg, duca tedesco (n. 1601)

### Aprile
- 2 aprile - Heinrich Wilhelm von Starhemberg, nobile, diplomatico e militare austriaco (n. 1593)
- 16 aprile - Robert Rich, V conte di Warwick, conte britannico (n. 1620)
- 17 aprile - Marie-Madeleine d'Aiguillon, nobildonna francese (n. 1604)
- 19 aprile - Johann Hartmann von Rosenbach, vescovo cattolico tedesco (n. 1609)
- 20 aprile - Giuseppe Branciforte, nobile e politico italiano (n. 1619)
- 20 aprile - Clemente Ascanio Sandri Trotti, vescovo cattolico italiano
- 22 aprile - Vincenzo Dandini, pittore italiano (n. 1609)
- 23 aprile - Ferdinando I Gonzaga, nobile italiano (n. 1614)
- 24 aprile - Andrea Concublet, nobile italiano (n. 1621)
- 24 aprile - Edward Howard, I barone Howard di Escrick, nobile e politico inglese
- 25 aprile - Claude Lefèbvre, pittore francese (n. 1637)
- 29 aprile - John Seymour, IV duca di Somerset, nobile inglese

### Maggio
- 6 maggio - Girolamo Fantini, trombettista e compositore italiano (n. 1600)
- 6 maggio - Augusto Filippo di Schleswig-Holstein-Sonderburg-Beck, nobile danese (n. 1612)
- 12 maggio - Tommaso Orsolino, scultore italiano (n. 1587)
- 18 maggio - Stanisław Lubieniecki, teologo, astronomo e storico polacco (n. 1623)
- 18 maggio - Jacques Marquette, gesuita, missionario e esploratore francese (n. 1637)
- 19 maggio - Ippolito Marracci, presbitero e teologo italiano (n. 1604)
- 22 maggio - Francesco Ravizza, vescovo cattolico, diplomatico e archivista italiano (n. 1615)
- 25 maggio - Gaspard Dughet, pittore italiano (n. 1615)
- 28 maggio - Filadelfo Mugnos, storico, genealogista e poeta italiano (n. 1607)

### Giugno
- 2 giugno - James Drummond, III conte di Perth, nobile scozzese (n. 1615)
- 3 giugno - Cesare Macchiati, medico italiano (n. 1629)
- 3 giugno - Lothar Friedrich von Metternich-Burscheid, arcivescovo cattolico tedesco (n. 1617)
- 8 giugno - John Jonston, medico, biologo e botanico polacco (n. 1603)
- 11 giugno - Dorotea Maria di Sassonia-Weimar, nobile tedesca (n. 1641)
- 12 giugno - Carlo Emanuele II di Savoia, nobile italiano (n. 1634)

### Luglio
- 10 luglio - Bertholet Flemalle, pittore belga (n. 1614)
- 25 luglio - Nicolas Saboly, poeta e musicista francese (n. 1614)
- 27 luglio - Henri de La Tour d'Auvergne, visconte di Turenne, generale francese (n. 1611)
- 28 luglio - Bulstrode Whitelocke, politico inglese (n. 1605)

### Agosto
- 5 agosto - Brynjólfur Sveinsson, vescovo luterano islandese (n. 1605)
- 15 agosto - Matteo IV di Alessandria, vescovo cristiano orientale egiziano
- 15 agosto - Pietro Ricchi, pittore italiano (n. 1606)
- 27 agosto - Persio Caracci, vescovo cattolico e poeta italiano (n. 1594)

### Settembre
- 8 settembre - Amalia di Solms-Braunfels, nobile tedesca (n. 1602)
- 8 settembre - Federico di Nassau-Weilburg, nobile tedesco (n. 1640)
- 11 settembre - Girolamo Graziani, poeta, letterato e nobile italiano (n. 1604)
- 18 settembre - Carlo IV di Lorena, nobile (n. 1604)
- 23 settembre - Valentin Conrart, scrittore francese (n. 1603)

### Ottobre
- 10 ottobre - Tommaso Tamburino, gesuita e filosofo italiano (n. 1591)
- 15 ottobre - Giovanni Ricciardi, teologo e religioso italiano (n. 1599)
- 16 ottobre - Adam Václav Michna z Otradovic, poeta e compositore ceco (n. 1600)
- 27 ottobre - Gilles Personne de Roberval, matematico e fisico francese (n. 1602)
- 29 ottobre - Andreas Hammerschmidt, compositore e organista tedesco (n. 1611)

### Novembre
- 8 novembre - Allart van Everdingen, pittore olandese (n. 1621)
- 10 novembre - Leopoldo de' Medici, cardinale italiano (n. 1617)
- 11 novembre - Guru Tegh Bahadur, indiana (n. 1621)
- 11 novembre - Thomas Willis, medico e anatomista britannico (n. 1621)
- 19 novembre - Epifanij Slavineckij, religioso e traduttore russo
- 21 novembre - Giorgio Guglielmo di Legnica, duca (n. 1660)
- 21 novembre - Cesare Maria Antonio Rasponi, cardinale italiano (n. 1615)
- 23 novembre - Gherardo Silvani, architetto e scultore italiano (n. 1579)
- 23 novembre - Francisco de Moura, politico, diplomatico e militare portoghese (n. 1621)
- 25 novembre - Giovanni Battista Caccioli, pittore italiano (n. 1623)
- 28 novembre - Basil Feilding, II conte di Denbigh, politico, ambasciatore e militare inglese (n. 1608)
- 30 novembre - Cæcilius Calvert, politico britannico (n. 1605)

### Dicembre
- 1º dicembre - Feodosija Prokof'evna Morozova, monaca cristiana russa (n. 1632)
- 6 dicembre - John Lightfoot, teologo inglese (n. 1602)
- 15 dicembre - Jan Vermeer, pittore olandese (n. 1632)
- 16 dicembre - Armand-Nompar de Caumont, duca de la Force, generale francese (n. 1580)
- 23 dicembre - César de Choiseul, generale e diplomatico francese (n. 1598)
- 26 dicembre - Gabriel de Rochechouart de Mortemart, nobile francese (n. 1600)
- 31 dicembre - Abraham van Diepenbeeck, pittore e illustratore fiammingo (n. 1596)

### Senza giorno specificato
- Tommaso Amantini, stuccatore e ceramista italiano (n. 1625)
- Jürgen Andersen, viaggiatore tedesco (n. 1600)
- Jean Ballesdens, avvocato e editore francese (n. 1595)
- Murad II Bey, sovrano tunisino
- Wojciech Bobowski, musicista, poeta e pittore polacco (n. 1610)
- Francesco Boschi, pittore e presbitero italiano (n. 1619)
- Vakhtang V di Cartalia, re (n. 1618)
- Pompeo Compagnoni, giurista e storico italiano (n. 1602)
- Ottavio Falconieri, letterato, storico e archeologo italiano (n. 1636)
- Bernard Frénicle de Bessy, matematico francese
- Jan Gembicki, vescovo cattolico polacco (n. 1602)
- Jan Pauwel Gillemans il Vecchio, pittore fiammingo (n. 1618)
- Pieter Goos, incisore, cartografo e editore olandese (n. 1616)
- Johann Gottfried Gregori, drammaturgo e religioso tedesco (n. 1631)
- James Gregory, matematico e astronomo scozzese (n. 1638)
- Michael Florent van Langren, astronomo, cartografo e ingegnere olandese (n. 1598)
- Conrad Lauwers, incisore fiammingo (n. 1622)
- Pierre Perrin, librettista francese (n. 1620)
- Micco Spadaro, pittore italiano
- Giovanni IV Ventimiglia, nobile, politico e militare italiano (n. 1625)
- Adriaen Verdoel, pittore fiammingo
- Hendrick van Vliet, pittore olandese (n. 1611)
- Lucas Vorsterman, incisore fiammingo (n. 1595)
- Juan Vélez de Guevara, drammaturgo spagnolo (n. 1611)
- Hannah Woolley, scrittrice britannica (n. 1622)

## Calendario
| Calendario 1675 | Calendario 1675 | Calendario 1675 | Calendario 1675 | Calendario 1675 | Calendario 1675 | Calendario 1675 | Calendario 1675 | Calendario 1675 | Calendario 1675 | Calendario 1675 | Calendario 1675 | Calendario 1675 | Calendario 1675 | Calendario 1675 | Calendario 1675 | Calendario 1675 | Calendario 1675 | Calendario 1675 | Calendario 1675 | Calendario 1675 | Calendario 1675 | Calendario 1675 | Calendario 1675 | Calendario 1675 | Calendario 1675 | Calendario 1675 | Calendario 1675 | Calendario 1675 | Calendario 1675 | Calendario 1675 | Calendario 1675 | Calendario 1675 |
| --------------- | --------------- | --------------- | --------------- | --------------- | --------------- | --------------- | --------------- | --------------- | --------------- | --------------- | --------------- | --------------- | --------------- | --------------- | --------------- | --------------- | --------------- | --------------- | --------------- | --------------- | --------------- | --------------- | --------------- | --------------- | --------------- | --------------- | --------------- | --------------- | --------------- | --------------- | --------------- | --------------- |
|                 | 1               | 2               | 3               | 4               | 5               | 6               | 7               | 8               | 9               | 10              | 11              | 12              | 13              | 14              | 15              | 16              | 17              | 18              | 19              | 20              | 21              | 22              | 23              | 24              | 25              | 26              | 27              | 28              | 29              | 30              | 31              |                 |
| Gennaio         | Ma              | Me              | Gi              | Ve              | Sa              | Do              | Lu              | Ma              | Me              | Gi              | Ve              | Sa              | Do              | Lu              | Ma              | Me              | Gi              | Ve              | Sa              | Do              | Lu              | Ma              | Me              | Gi              | Ve              | Sa              | Do              | Lu              | Ma              | Me              | Gi              |                 |
| Febbraio        | Ve              | Sa              | Do              | Lu              | Ma              | Me              | Gi              | Ve              | Sa              | Do              | Lu              | Ma              | Me              | Gi              | Ve              | Sa              | Do              | Lu              | Ma              | Me              | Gi              | Ve              | Sa              | Do              | Lu              | Ma              | Me              | Gi              |                 |                 |                 |                 |
| Marzo           | Ve              | Sa              | Do              | Lu              | Ma              | Me              | Gi              | Ve              | Sa              | Do              | Lu              | Ma              | Me              | Gi              | Ve              | Sa              | Do              | Lu              | Ma              | Me              | Gi              | Ve              | Sa              | Do              | Lu              | Ma              | Me              | Gi              | Ve              | Sa              | Do              |                 |
| Aprile          | Lu              | Ma              | Me              | Gi              | Ve              | Sa              | Do              | Lu              | Ma              | Me              | Gi              | Ve              | Sa              | Do              | Lu              | Ma              | Me              | Gi              | Ve              | Sa              | Do              | Lu              | Ma              | Me              | Gi              | Ve              | Sa              | Do              | Lu              | Ma              |                 |                 |
| Maggio          | Me              | Gi              | Ve              | Sa              | Do              | Lu              | Ma              | Me              | Gi              | Ve              | Sa              | Do              | Lu              | Ma              | Me              | Gi              | Ve              | Sa              | Do              | Lu              | Ma              | Me              | Gi              | Ve              | Sa              | Do              | Lu              | Ma              | Me              | Gi              | Ve              |                 |
| Giugno          | Sa              | Do              | Lu              | Ma              | Me              | Gi              | Ve              | Sa              | Do              | Lu              | Ma              | Me              | Gi              | Ve              | Sa              | Do              | Lu              | Ma              | Me              | Gi              | Ve              | Sa              | Do              | Lu              | Ma              | Me              | Gi              | Ve              | Sa              | Do              |                 |                 |
| Luglio          | Lu              | Ma              | Me              | Gi              | Ve              | Sa              | Do              | Lu              | Ma              | Me              | Gi              | Ve              | Sa              | Do              | Lu              | Ma              | Me              | Gi              | Ve              | Sa              | Do              | Lu              | Ma              | Me              | Gi              | Ve              | Sa              | Do              | Lu              | Ma              | Me              |                 |
| Agosto          | Gi              | Ve              | Sa              | Do              | Lu              | Ma              | Me              | Gi              | Ve              | Sa              | Do              | Lu              | Ma              | Me              | Gi              | Ve              | Sa              | Do              | Lu              | Ma              | Me              | Gi              | Ve              | Sa              | Do              | Lu              | Ma              | Me              | Gi              | Ve              | Sa              |                 |
| Settembre       | Do              | Lu              | Ma              | Me              | Gi              | Ve              | Sa              | Do              | Lu              | Ma              | Me              | Gi              | Ve              | Sa              | Do              | Lu              | Ma              | Me              | Gi              | Ve              | Sa              | Do              | Lu              | Ma              | Me              | Gi              | Ve              | Sa              | Do              | Lu              |                 |                 |
| Ottobre         | Ma              | Me              | Gi              | Ve              | Sa              | Do              | Lu              | Ma              | Me              | Gi              | Ve              | Sa              | Do              | Lu              | Ma              | Me              | Gi              | Ve              | Sa              | Do              | Lu              | Ma              | Me              | Gi              | Ve              | Sa              | Do              | Lu              | Ma              | Me              | Gi              |                 |
| Novembre        | Ve              | Sa              | Do              | Lu              | Ma              | Me              | Gi              | Ve              | Sa              | Do              | Lu              | Ma              | Me              | Gi              | Ve              | Sa              | Do              | Lu              | Ma              | Me              | Gi              | Ve              | Sa              | Do              | Lu              | Ma              | Me              | Gi              | Ve              | Sa              |                 |                 |
| Dicembre        | Do              | Lu              | Ma              | Me              | Gi              | Ve              | Sa              | Do              | Lu              | Ma              | Me              | Gi              | Ve              | Sa              | Do              | Lu              | Ma              | Me              | Gi              | Ve              | Sa              | Do              | Lu              | Ma              | Me              | Gi              | Ve              | Sa              | Do              | Lu              | Ma              |                 |